# Gregário (ciclismo)

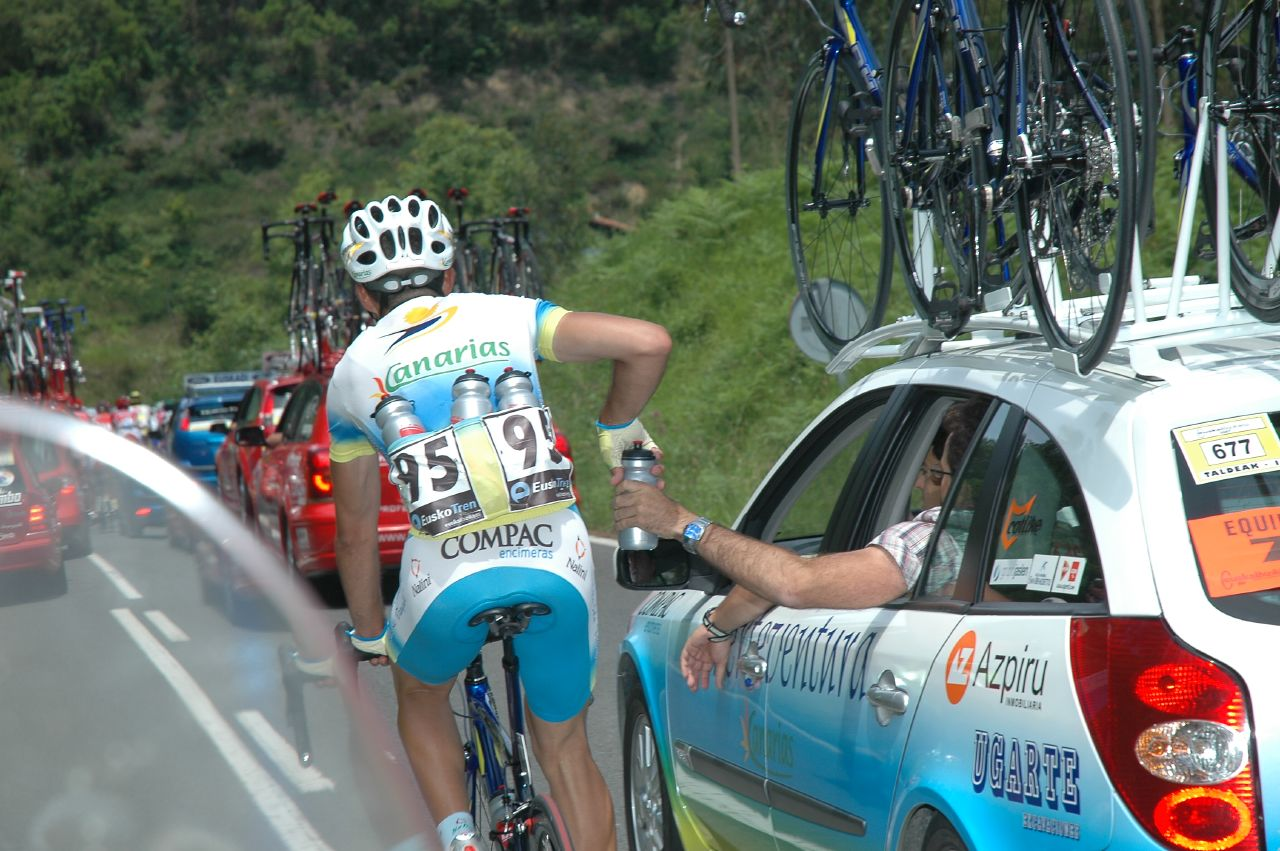
Javier Cherro Molina, Euskal Bizikleta 2007

No ciclismo, o gregário é um ciclista que ajuda um líder de equipe a alcançar a vitória. O trabalho do gregário pode ser de todos os tipos: desde fornecer comida e bebida ao seu líder e aos demais companheiros de equipe (que também desempenham o papel de gregário dependendo do desempenho de cada um) , até ficar na frente do homem forte para reduzir atrito, isto com o vento que o faz perder aerodinâmica ; Ele ainda fornece apoio emocional rebocando-o quando ele fica à margem da luta em uma etapa ou longe do pelotão, comprometendo seu tempo na classificação geral em relação aos demais competidores.
Falamos de um gregário de luxo quando um corredor de alta qualidade atua como membro da equipe de outro. Vencedores do Tour de France como Greg LeMond e Laurent Fignon foram companheiros de Bernard Hinault durante a década de 1980. Miguel Induráin e Pedro Delgado actuaram como parceiros gregários entre si no final da década de 1980 e início da década de 1990. No final da década de 2000, Yaroslav Popovych, Paolo Savoldelli e Roberto Heras eram amigos de Lance Armstrong (antes de seus escândalos de doping serem descobertos). Outro exemplo é Chris Froome, que foi companheiro de equipe de Bradley Wiggins no Tour de France de 2012 ; apenas um ano antes de ele próprio ser o vencedor da 100ª edição do Tour de France.
Existe também outro tipo de gregário chamado lançador, que é aquele que ajuda os principais velocistas a alcançarem suas vitórias. Alguns deles também são luxuosos gregários, já que neste tipo de chegadas em massa costumam ficar entre os primeiros da etapa, podendo até dar-lhes a vitória do velocista principal ou líder da classificação.